# 劉士逵
劉士逵（1498年—？年），字伯鴻，號漸齋，浙江省寧波府慈谿縣人，明朝政治人物。

## 生平
嘉靖四年（1525年）乙酉科浙江鄉試第四十二名舉人，嘉靖十一年（1532年）壬辰科會試第八十一名，第三甲第一百五十四名進士。觀刑部政，十一年十月选授御史，十七年巡按直隶，十八年七月因弹劾吏部尚書許讚被降調为州判官，陞汝寧府通判，改襄王府長史，致仕。

## 家族
曾祖劉煒，布政司左參政；祖劉圻，正七品承事郎；父劉鍇，吉安府經歷，封監察御史；前母桂氏；方氏；汪氏。具慶下，妻王氏，弟士逢。子廷川（庠生）；廷洲（庠生）。孫劉志超（庠生）；劉志斌（萬曆庚子舉人）；劉志宇（庠生）；劉志式（萬曆乙卯舉人）。
族孫劉志業，乙丑進士、兵备副使；劉志伊，丙辰進士、工部侍郎；劉志登，甲子舉人；劉志在，癸酉舉人；劉憲寵，萬曆壬辰進士、禮部主事；劉志選，癸未進士、合肥知縣。